# Ding-Brennofen

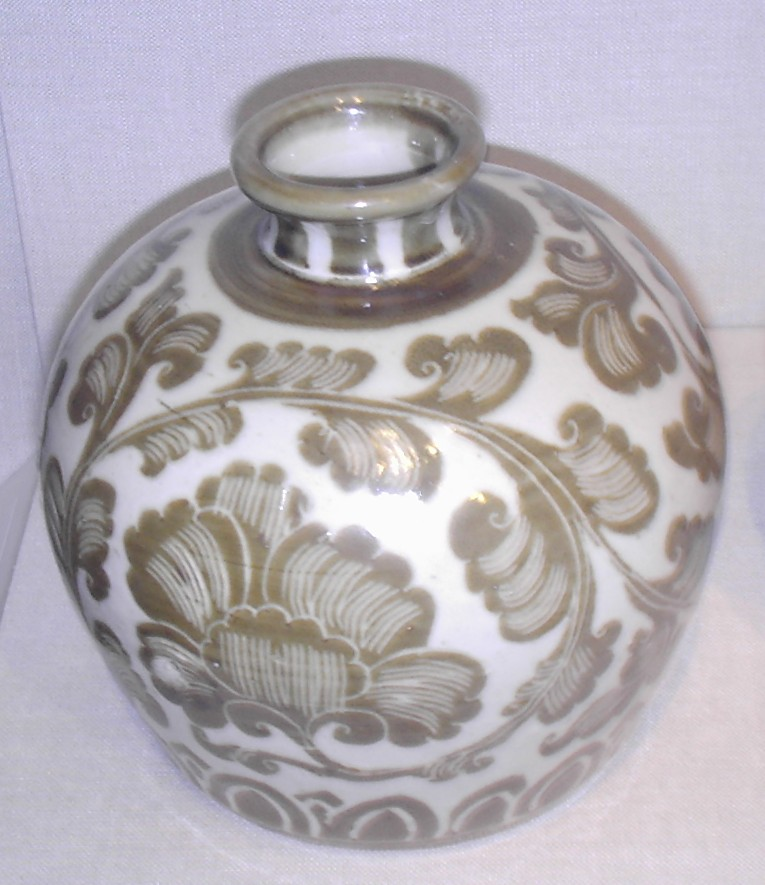

Ding-Brennofen (chinesisch 定窑, Pinyin Dìng yáo, englisch Ding Kiln) ist die Bezeichnung für im früheren Kreis Dingxian der chinesischen Provinz Hebei befindliche Porzellanbrennöfen, die bis in die Zeit der Tang-Dynastie zurückgehen und deren Blüte in die Zeit der Song-Dynastie fällt. Der Ding-Brennofen zählt zu den fünf berühmten aus der Zeit der Song-Dynastie. Er ist besonders bekannt für sein weißes Porzellan. 
Die zentrale Stätte im Dorf Jianci im Kreis Quyang (Baoding) steht seit 1988 auf der Liste der Denkmäler der Volksrepublik China (3-225).